# Linepithema melleum
Linepithema melleum é uma espécie de formiga do gênero Linepithema.